# آیوتا (فناوری)
آیوتا (به انگلیسی: IOTA) نوعی رمز ارز منبع باز متمرکز بر ارائهٔ ارتباطات امن و پرداخت میان ماشین‌ها در اینترنت اشیا است. آیوتا از معماری دادهٔ گراف جهت‌دار بی‌دور (DAG) به جای معماری دادهٔ زنجیره‌بلوکی استفاده می‌کند؛ معاملات آیوتا IOTA بدون توجه به اندازهٔ تراکنش‌ها رایگان هستند، زمان تأیید سریع است، تعداد تراکنش‌هایی که سیستم می‌تواند به‌طور همزمان اداره کند، نامحدود است و سیستم توانایی مقیاس‌پذیری دارد. در معماری دادهٔ گراف جهت‌دار بی‌دور تراکنش‌ها در یک بلوک ذخیره نمی‌شوند بلکه هر تراکنش در حکم یک بلوک است. برای انجام یک تراکنش نو هر فرد باید دو تراکنشی که پیش‌تر انجام شده را اعتبارسنجی کند.
آیوتا در سال ۲۰۱۵ توسط سونستبو، ایوانچگلو , دومینیک شینر و سرگئی پوپوف به وجود آمد. ارز رمزنگاری‌شده آیوتا تحت نظارت بنیاد آیوتا است که بنیادی غیردولتی بوده و به منظور توسعه و نگهداری فناوری ایجاد شده‌است و همهٔ توسعه‌دهندگان می‌توانند بدون نیاز به لایسنس در آن فعالیت کنند. با کمک شرکت‌های دویچه تلکام، مایکروسافت و فوجیتسو، این بنیاد یک بازار اطلاعات ایجاد کرده‌است. بنیاد IOTA همچنین یکی از اعضای اتحادیهٔ معتبر IOT (اینترنت چیزها) است که شامل شرکت‌های بوش،  Consensys و  USbank می‌باشد. تا دسامبر ۲۰۱۷، حجم بازار آن حدود ۱۳ میلیارد دلار بوده‌است که این امر آیوتا را در رتبهٔ چهارمین ارز رمزنگاری شده در مارکت‌کپ قرار داده بود.
کوچک‌ترین واحد حساب در IOTA، یک آیوتا (Iota) است که از روی کوچک‌ترین حرف از زبان یونانی گرفته شده‌است. نام واحدهای بزرگ‌تر با اضافه کردن پیشوندهای متداول به کلمهٔ آیوتا ایجاد می‌شود. از این رو یک میلیون آیوتا به نام مگاآیوتا (MegaIota) یا (Miota (Mi نامیده می‌شود که واحد پایهٔ آیوتا برای اکسچنج‌ها به حساب می‌آید.

## تاریخچه آیوتا

### سال ۲۰۱۵
در این سال مقدار ثابت ۲٬۷۷۹٬۵۳۰٬۲۸۳٬۲۷۷٬۷۶۱ آیوتا ایجاد شد. از آنجایی که هیچ استخراجی در شبکهٔ آیوتا صورت نمی‌گیرد، آیوتای بیشتری ایجاد نخواهد شد. چند ماه بعد در همین سال، IOTA آزمایش بتا را آغاز کرد.

### سال ۲۰۱۶
در حالی که آزمایش بتا همچنان ادامه داشت، تجارت در ۱۱ ماه آینده میان کاربران ادامه پیدا کرد.

### سال ۲۰۱۷
در ماه می، آیوتا یک صندوق اکوسیستم ۱۰ میلیون دلاری را برای ترویج همکاری با شرکت‌های بزرگ، پروژه‌های ارتباطی و برنامه‌های ابتکاری کسب و کار ارائه داد. در ماه ژوئن، آیوتا نخستین مبادلهٔ خود با شرکت Bitfinex Outlier Ventures، که یک شرکت سرمایه‌گذار بود را آغاز کرد که ۷ پروژه را به آیوتا واگذار کردند و این نخستین همکاری این شرکت با یک شبکهٔ غیرمتمرکز ارز رمزنگاری‌شده به‌شمار می‌آمد.
در اوت، بنیاد IOTA مشارکت با REFUNITE، بزرگ‌ترین بانک اطلاعاتی افراد گمشدهٔ جهان را به منظور استفاده از فناوری IOTA برای کمک به پیدا کردن اعضای خانواده آغاز کرد. افزون بر این، شبکهٔ آیوتا از جهت سرعت بالا و پردازش سریع تراکنش‌ها از بیت‌کوین و اتریوم پیشی گرفت، البته چندین محقق ادعا کردند که در شبکهٔ IOTA آسیب‌پذیری یافتند که بنیاد IOTA با بیان اینکه مشکل مورد نظر برطرف شده‌است، این ادعا را رد کرد. Sopra Steria اعلام کرد با IOTA یک همکاری نو برای ایجاد یک چارچوب برای بهینه‌سازی امنیت میان دستگاه‌ها در مبحث اینترنت اشیا شروع کرده‌است.
در ماه نوامبر، بنیاد IOTA رسماً خود را به عنوان نهادی غیرمتمرکز زیر نظر قوانین آلمان اعلام کرد. LATTICE80، یکی از بزرگ‌ترین مراکز فن‌آوری مالی در سنگاپور، توافقنامه‌ای را برای بازکردن یک آزمایشگاه نوآوری IOTA برای اینترنت اشیا امضا کرد. افزون بر این، IOTA Cybercrypt ApS را استخدام کرد تا بیشتر روی فناوری هشینگ خود کار کند.
به دلیل موفقیت IOTA، بنیانگذار شرکت بزرگ بوش، رابرت بوش، نخستین سرمایه‌گذاری خود را با خرید مقدار قابل‌توجهی از توکن‌های آیوتا انجام داد. بنیاد IOTA توسط دولت توکیو دعوت شد تا در برنامهٔ گسترش و توسعهٔ تجارت‌های مبتنی بر بلاکچین شرکت کند. از دیگر شرکت‌هایی که با این بنیاد مشارکت داشتند می‌توان به سونی، هوندا و تویوتا اشاره کرد. شهر هارلم هلند، یک سیستم گواه اثبات مفهوم (proof of concept) را به کمک آیوتا راه‌اندازی کرد تا ساکنان را قادر سازد صحت اسناد رسمی را بدون رجوع به دفاتر دولتی به دست آورند. سیستم پایهٔ متن‌باز آیوتا برای همه به صورت رایگان در دسترس است و قرار است در سال ۲۰۱۸ وارد بخش تولید شود.
در سال ۲۰۲۱ شبکه آزمایشی آیوتا به نام iota 2 راه‌اندازی شد. سال ۲۰۲۱ بنیاد آیوتا در پروژه بلاکچین اروپا (EBSI) مشارکت دارد.